# Bratovština sv. Jurja i Tripuna
Bratovština sv. Jurja i Tripuna (talijanski: Scuola di San Giorgio degli Schiavoni zvana i Scuola Dalmata di San Giorgio e Trifone) je renesansna palača, nekadašnje sjedište schiavonske Bratovštine San Giorgio e San Trifone u sestieru Castello u Veneciji.
Palača nalazi se nedaleko od Rive degli Schiavoni pored mosta Ponte della Commenda na početku ulice Calle dei Furlani. Iako ne spada u takozvane Scuole grandi, - Scuola di San Giorgio degli Schiavoni je svjetski poznata zbog opusa slika koju je za nju naslikao Vittore Carpaccio i zbog relikvija Sveti Juraj .
Danas se u toj zgradi nalazi muzej.

## Povijest bratovštine i palače San Rocco
Još od ranog srednjeg vijeka postojale su jake trgovačke veze između Venecije i istočne obale Jadrana, posebno Dalmacije, koje su postale još veće od početka 15. st. kad je Mletačka Republika ovladala većim dijelom obale. U Veneciji je živjela brojna kolonija doseljenika iz tih krajeva koje su Venecijanci zvali Schiavoni. Oni su poput ostalih sličnih grupa osnovali svoju bratovštinu - Confraternita di San Giorgio e San Trifone, čiji rad je venecijansko Vijeće desetorice odobrilo 1451.
Bratovština Sv. Đorđa i Tripuna u Veneciji je na početku svog djelovanja sastajala se crkvi San Giovanni di Malta, (tako se zove jer je do 1312. pripadala redu Templara, a kad je red ukinut  Malteškom redu). U toj crkvi je bratovština podigla oltar posvećen sv. Georgiju i imala pravo na nekoliko grobnica. Za okupljanje članova bratovštine koristila se ubožnica - Ospedale di Santa Caterina, koju je bratovština kupila 1551. i potpuno preuredila za svoje potrebe, po nacrtima venecijanskog arhitekta Giovanni de Zana (protomajstor gradnje Arsenala.
Bratovština je 1502. dobila veliki poklon na dar od jeruzalemskog patrijarha na samrti - relikvije sv. Jurja (Đorđa), koje je on preko časnika mletačke vojske u Grčkoj dostavio bratovštini.
Prizemlje u kojoj je kapela i sakristija s desne strane, koristilo se u vjerske svrhe, a kat u kojem je dvorana s oltarom, koristio se za sastanke članova bratovštine. 
Kamenu renesansnu sansovinovsku fasadu bratovština je podigla sredinom 16. st.

## Umjetnička djela u bratovštini
Na kamenoj fasadi iznad ulaza nalazi se reljef Pietra di Salòa iz 1552. sv. Juraj ubija zmaja, a iznad njega reljef  Djevica Marija sa svecima iz sredine 14. st., nepoznatog venecijanskog kipara.
Bratovština je 1502. naručila 9 slika velikog formata od tada već slavnog slikara Carpaccia (1465. – 1526.) koje su trebale ukrasiti zidove Scuole, koje je on dovršio do 1507.
U prizemlju se nalazi 9 velikih slika, s prizorima iz života svetaca, inspiraciju za te slike Carpaccio je pronašao u knjizi Zlatna legenda (Catalogus Sanctorum di Pietro de Natalibus e il Jeronimo vita et transitus) Jacopa da Varagine, tiskanoj u Veneciji 1485.
- Vizija sv. Augustina (tempera na drvu 141x210 cm - 1502.)
- sv. Jeronim dovodi lava u samostan (tempera na drvu 141x211 cm - 1502.)
- Smrt sv. Jeronima (tempera na drvu 141x211 cm - 1502)
- sv. Juraj ubija zmaja(tempera na drvu 141x360 cm - 1502.)
- Trijumf sv. Jurja (tempera na drvu 141x360 cm - 1502.)
- sv. Juraj pokrštava stanovnike grada Selene (tempera na drvu 141x210 cm - 1507.)
- Čuda sv. Tripuna (tempera na drvu 141x300 cm - 1507.)

Dvije slike posvećene su životima apostola:
- Molitva u Gestimanskom vrtu (tempera na drvu 141x107 cm - 1502.)
- Pozvanje sv. Mateja Apostola (tempera na drvu 141x115 cm - 1502.)

Na gornjem katu (Sala dell'Albergo) u kojem su se održavali sastanci bratovštine, drveni oslikani strop izveo je Bastian de Muran, a po zidovima su slike iz radionice Palme Mlađeg. Na oltaru se nalaze dvije pale zaštitnika bratovštine sv. Jeronima i sv. Tripuna iz 15. st.

## Vanjske poveznice
- Scuola San Giorgio
- Scuola di San Giorgio degli Schiavoni  Arhivirana inačica izvorne stranice od 16. kolovoza 2012. (Wayback Machine)